# Газовый факел

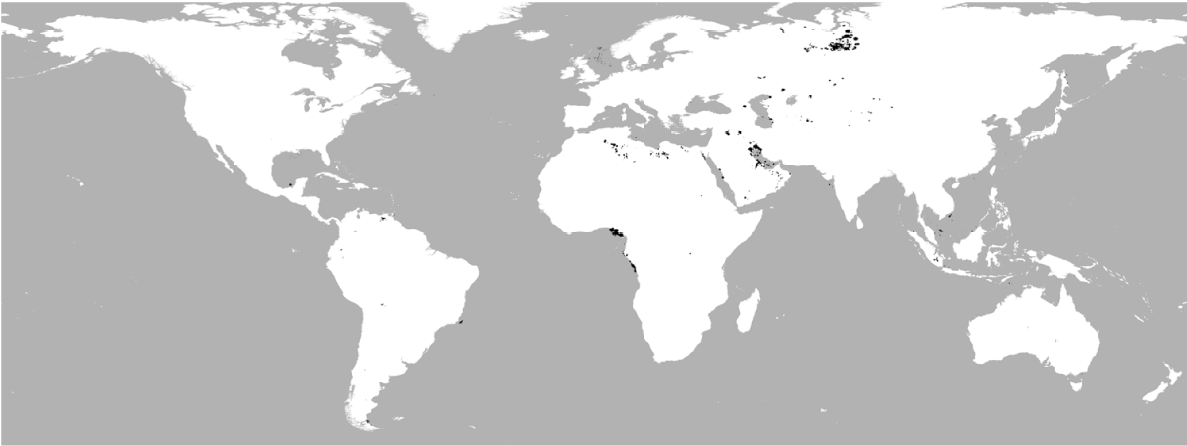
География промышленных газовых факелов

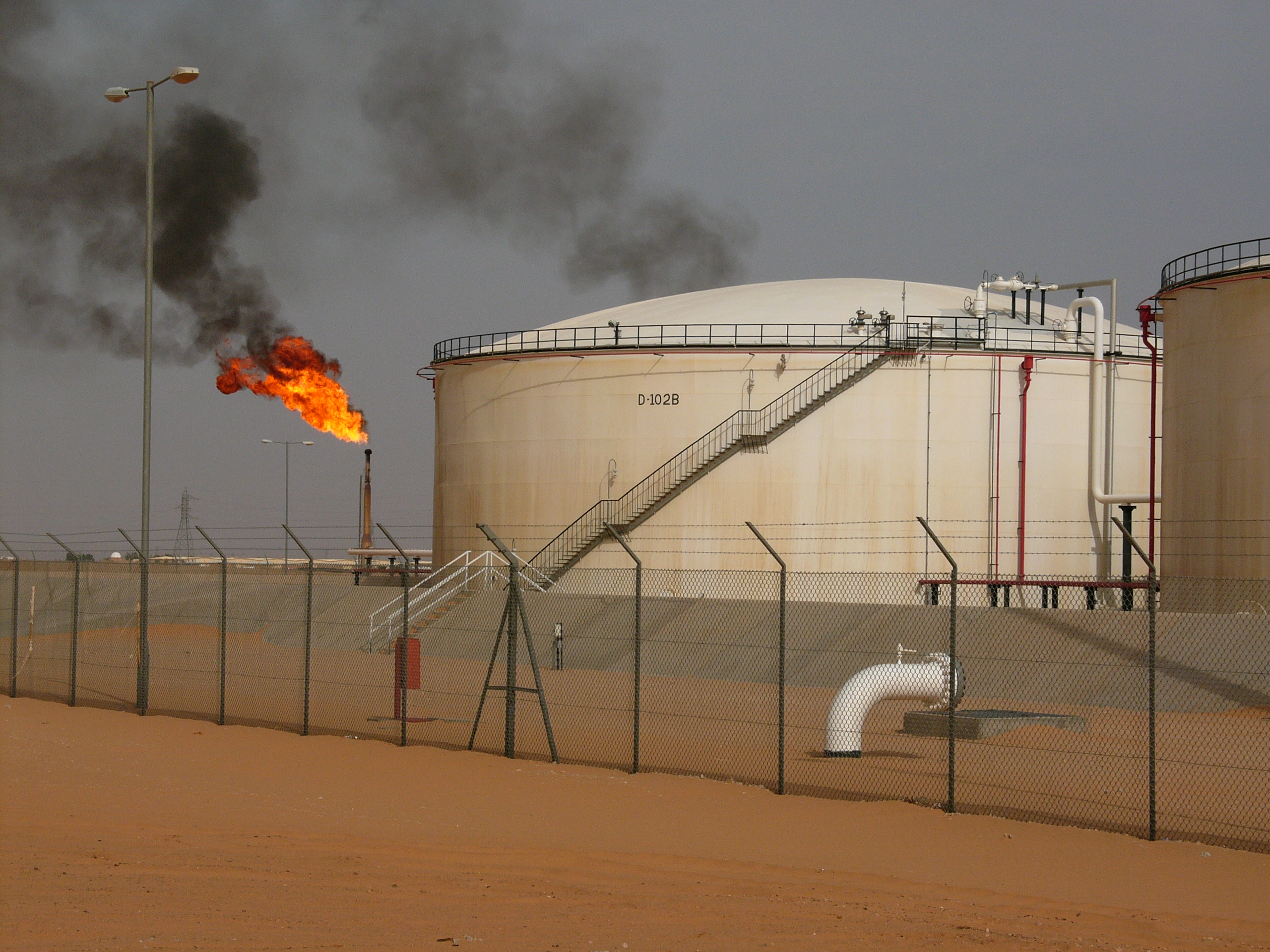
Газовый факел в Сахаре, Ливия

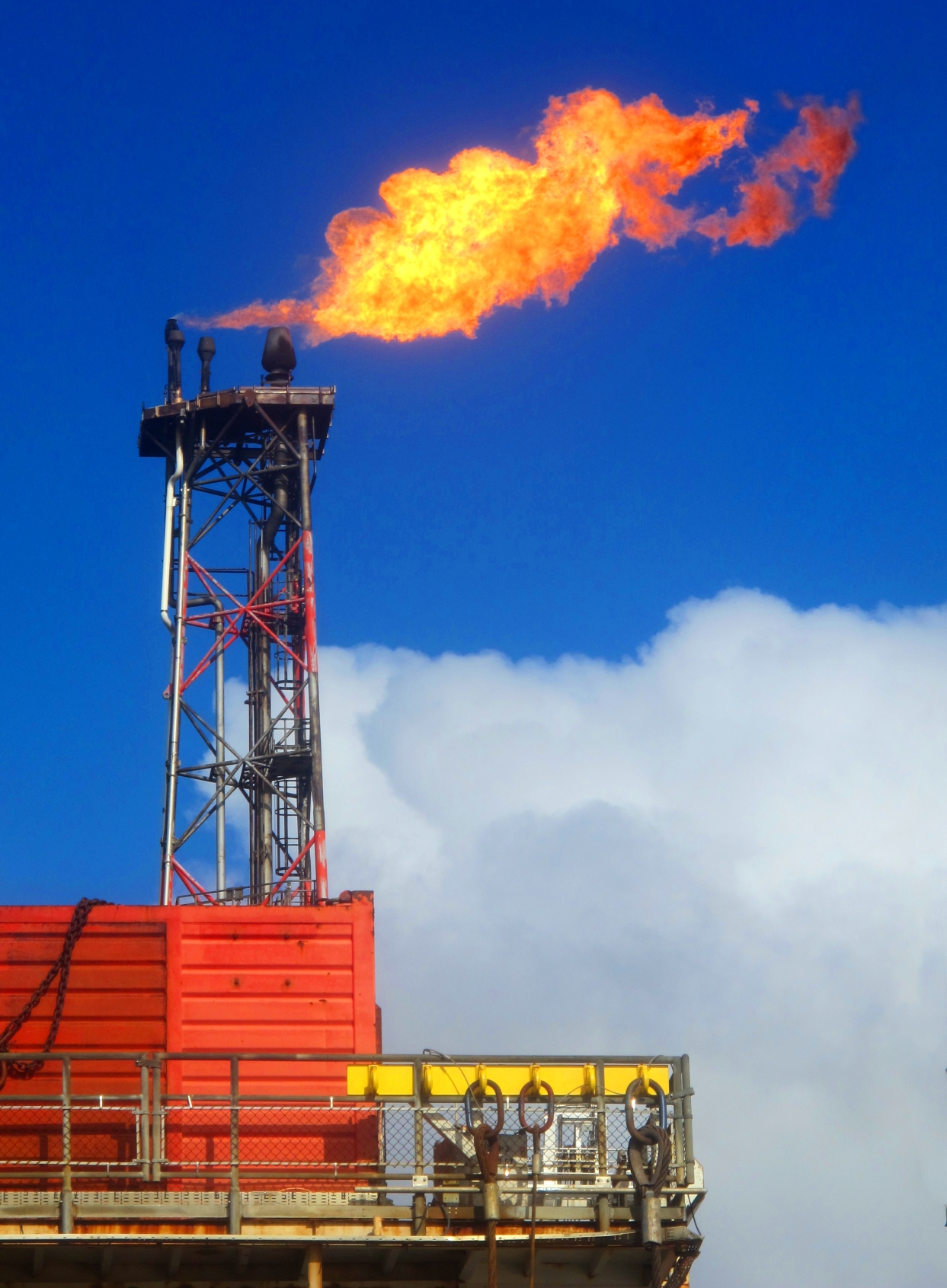
Газовый факел на Северном море

Газовый факел (свеча) — инженерное сооружение, осуществляющее управляемое или аварийное сжигание сопутствующего газа при добыче или переработке нефти на нефтеперерабатывающих и химических заводах. Управляемое сжигание газа позволяет повысить безопасность нефтехранилищ и трубопроводов в случае незапланированного скачка давления. Чтобы уменьшить формирование черного дыма в газовом факеле, в пламя подмешивают водяной пар. Эта мера в какой-то степени снижает загрязнение атмосферы, но усиливает шум от газового факела и вызывает жалобы жителей близлежащих районов.
В атмосферу при сжигании газа выбрасывается большое количество парниковых газов.
В 2005 году в России сжигалось около 15 миллиардов кубических метров газа в год, в Нигерии — около  23 миллиардов кубических метров. Как заявил 19 сентября 2007 года заместитель премьер-министра Сергей Иванов, Россия планирует прекратить практику использования газовых факелов.
Анализ световой подсветки от пламени факелов на спутниковых снимках, сделанных в 2005 году, позволил национальному управлению океанических и атмосферных исследований сделать оценки масштабов сжигания газа.

## Устройство

### Типы факельных установок[3]
Конструкции факельных установок могут быть различными. Существует 2 основных вида подобных устройств — это факельные установки закрытого и открытого типа.
Открытая факельная система, как правило, подразумевает прямолинейный проход газа через факельный ствол, установленный вертикально и имеющий высоту не менее 4 метров. Также для открытых ФУ (факельных установок) обязательно наличие защитной зоны факела, представляющую собой площадку, устланную газоном или землёй и огороженную забором, чаще сеткой Рабица. Защитная зона факела предназначена для предотвращения попадания в эту зону опасных и нежелательных объектов, в основном взрывоопасных. Диаметр защитной зоны вычисляется по формуле, в составе которой высота ствола факела и установленная мощность сжигания.
Закрытые факельные системы (называемые также наземными факелами, факелами для густонаселённых районов или «факелами термического окисления») изготавливаются мобильными (на трейлерах), на треногах, горизонтальными и редко - высотными. Закрытые факельные установки получили еще одно название: «наземные».
Горизонтальные факельные установки предназначены для бездымной утилизации постоянных, аварийных и периодических факельных сбросов.
В связи с тем, что нефтеперерабатывающие заводы часто расположены недалеко от населённых пунктов или непосредственно в населённых пунктах, то на НПЗ, как правило, применяются закрытые факелы.
Преимущества закрытых факельных систем:
- отсутствие дыма, пара, видимого пламени, запаха;
- низкий уровень шума;
- небольшие и контролируемые выбросы;
- отсутствие теплового шлейфа;
- простая система управления с лёгким доступом ко всем управляющим органам;
- удобство обслуживания всех узлов с земли (например, дежурные горелки могут быть сняты без остановки всей системы);
- отсутствие теплового излучения (нет необходимости сооружать специальный тепловой экран);
- безопасное и надёжное уничтожение любых жидких и газообразных отходов.

Закрытая факельная система может быть оснащена одной из двух типов систем утилизации тепла: это может быть предварительный нагрев (через теплообменник) потока холодных отходов с целью более эффективного их сжигания или котел для получения водяного пара.
Если рекуперативная энергия на данном объекте может быть использована, то при проектировании есть смысл рассматривать вопрос о применении и той и другой системы утилизации.

### Комплектность[3][4]
- Основание;
- Ствол факела;
- Оголовок (в одинарном и совмещенном варианте);
- Горелка дежурная;
- Запальная горелка ЗГ;
- Термопреобразователь;
- Трансформатор ИВН Эталон;
- Фотодатчик ФДС-01;
- Система автоматизации «АМК.1.Факел», обеспечивающая автоматический розжиг и поддержание пламени;
- Баллон газовый с редуктором;
- Лестницы;
- Площадки обслуживания;
- Газовый расширитель;
- Дренажная емкость с насосом откачки и комплектом средств автоматизации и арматуры.

ПБ 09-12-92: Правила устройства и безопасной эксплуатации факельных систем.